# La Congolaise
La Congolese è l'inno nazionale della Repubblica del Congo, istituito con la legge costituzionale n° 10 del 4 novembre 1959.
Il testo è stato scritto da Jacques Tondra e Georges Kibanghi, la musica da Jean Royer et Joseph Spadilière.
Fu preferito per 44 voti a 9 ad Allons Congo di Jo Noves e Stefan May all'esito di un voto segreto dell'Assemblea nazionale.
La Congolese, come ha potuto dichiarare un deputato dell'Assemblea, "canta al cuore di tutti i congolesi l'amore del prossimo, al cuore dei governanti lo spirito di giustizia e di uguaglianza sociale, al cuore delle nuove generazioni lo spirito di sacrificio affinché il Congo viva, nell'unità, il lavoro e il progresso".

## Testo originale
En ce jour, le soleil se lève

Et notre Congo resplendit

Une longue nuit s'achève

Un grand bonheur a surgi

Chantons tous avec ivresse

Le chant de la liberté.

Refrain :

Congolais debout fièrement partout

Proclamons l'union de notre nation

Oublions ce qui nous divise

Soyons plus unis que jamais.

Vivons pour notre devise:

Unité, Travail, Progrès.(x2) |

Des forêts jusqu'à la savane

Des savanes jusqu'à la mer

Un seul peuple une seule âme

Un seul cœur ardent et fier

Luttons tous tant que nous sommes

Pour notre vieux pays noir.

Refrain
Et s'il nous faut mourir en somme

Qu'importe puisque nos enfants

Partout pourront dire comme

On triomphe en combattant

Et dans le moindre village

Chantons sous nos trois couleurs.

Refrain

### Traduzione in italiano
In questo giorno, il sole sorge

E il nostro Congo risplende

Una lunga notte finisce

Una grande felicità è sorta

Cantiamo tutti con ebbrezza

Il canto della libertà.

Coro:

Congolesi ovunque orgogliosamente in piedi

Proclamiamo l'unità della nostra nazione

Dimentichiamo ciò che ci divide

Siamo più uniti che mai.

Viviamo per il nostro motto:

Unità, Lavoro, Progresso. (X2) 

Dalle foreste sino alla savana

Dalle savane al mare

Un solo popolo una sola anima

Un solo cuore ardente e fiero

Lottiamo tutti, tutti quanti,

Per il nostro vecchio paese nero.

E se dobbiamo morire

Non importa, perché i nostri figli

Ovunque potranno dire come

Si trionfi combattendo

E nel più piccolo villaggio

Cantiamo sotto i nostri tre colori.